# 威靈頓街 (渥太華)

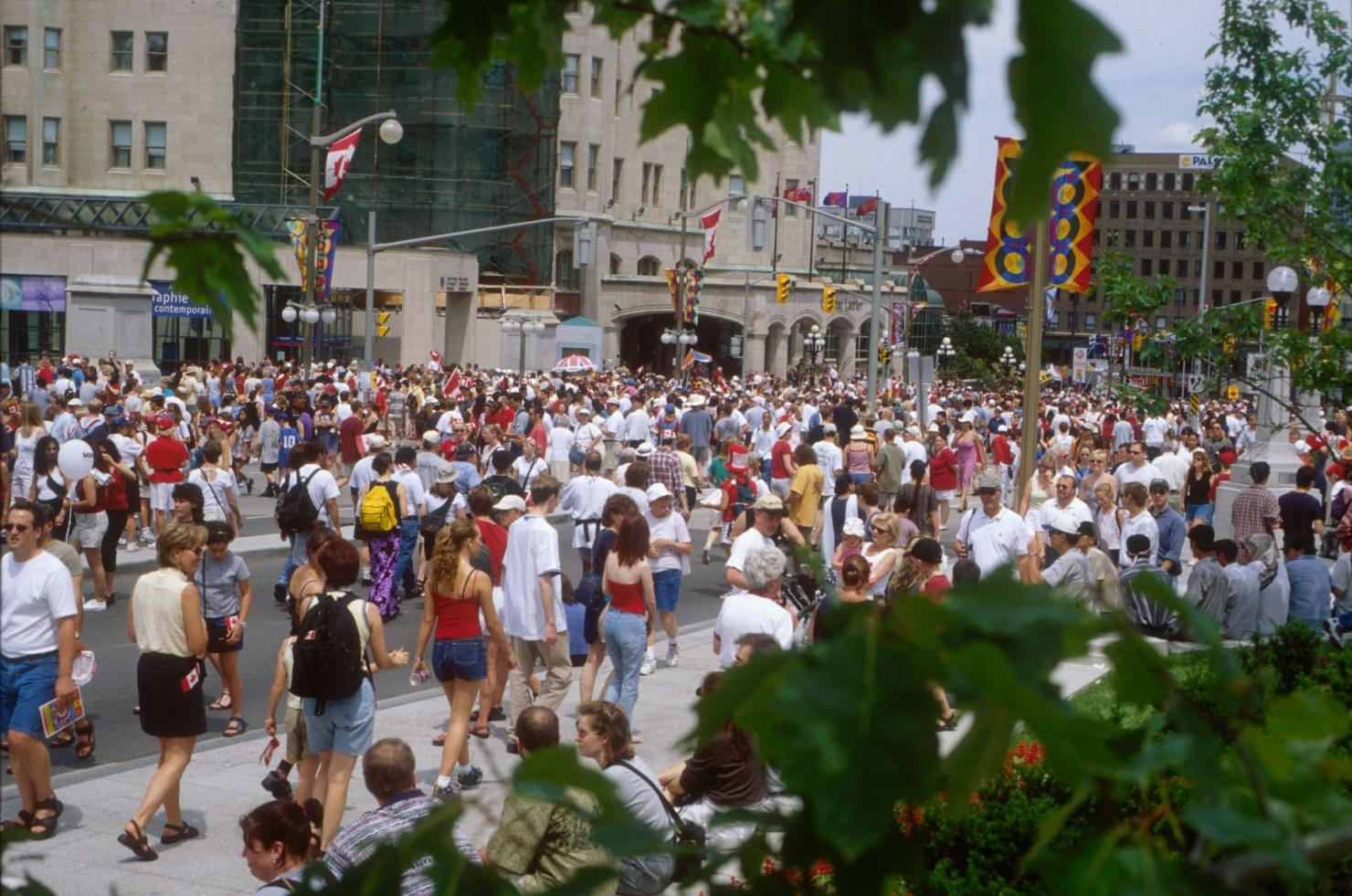
加拿大日威靈頓街一景

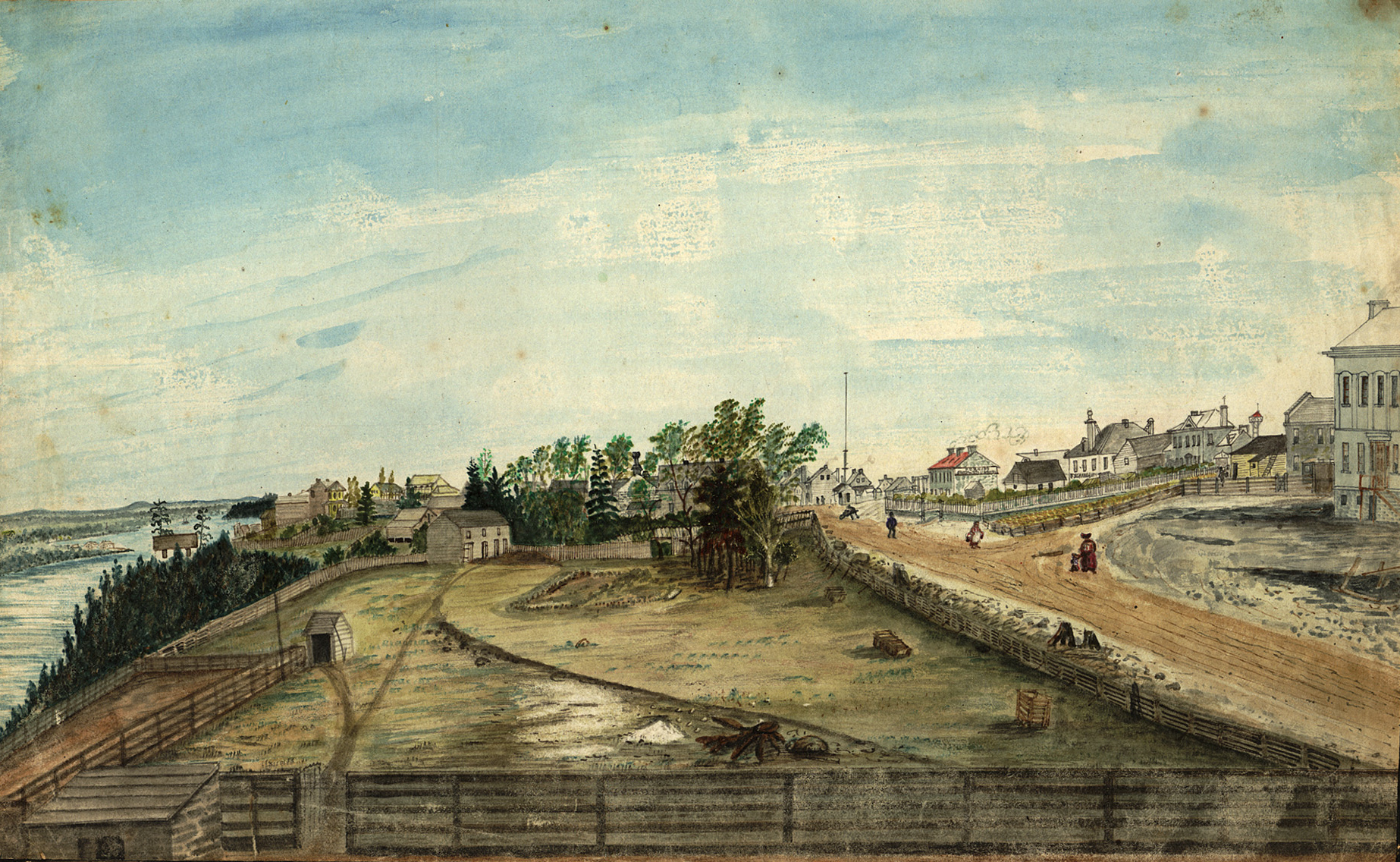
威靈頓街向東望，繪於1845年

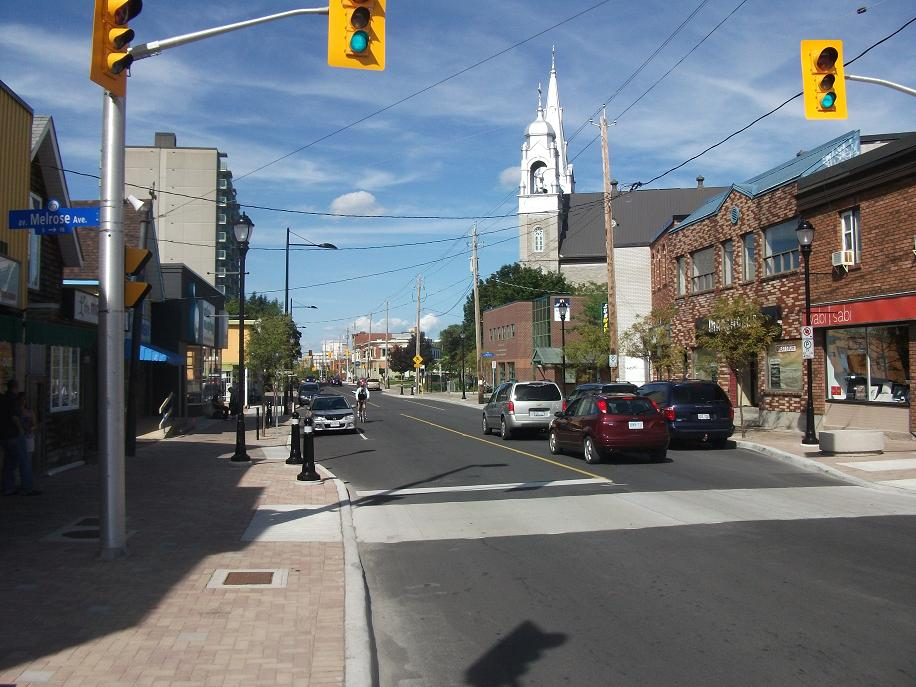
威靈頓西街

威靈頓街（英語：Wellington Street；渥太華34號市道）是加拿大安大略省渥太華的一條主要街道，也是加拿大國會專區的主街，從布夫街（Booth Street）以西的維米坊（Vimy Place）延伸直至麗都運河，與麗都街相連，劃定了市中心的北部邊界。該街道以第一代威靈頓公爵命名，以紀念他在建造麗都運河及渥太華市的過程中所發揮的作用。

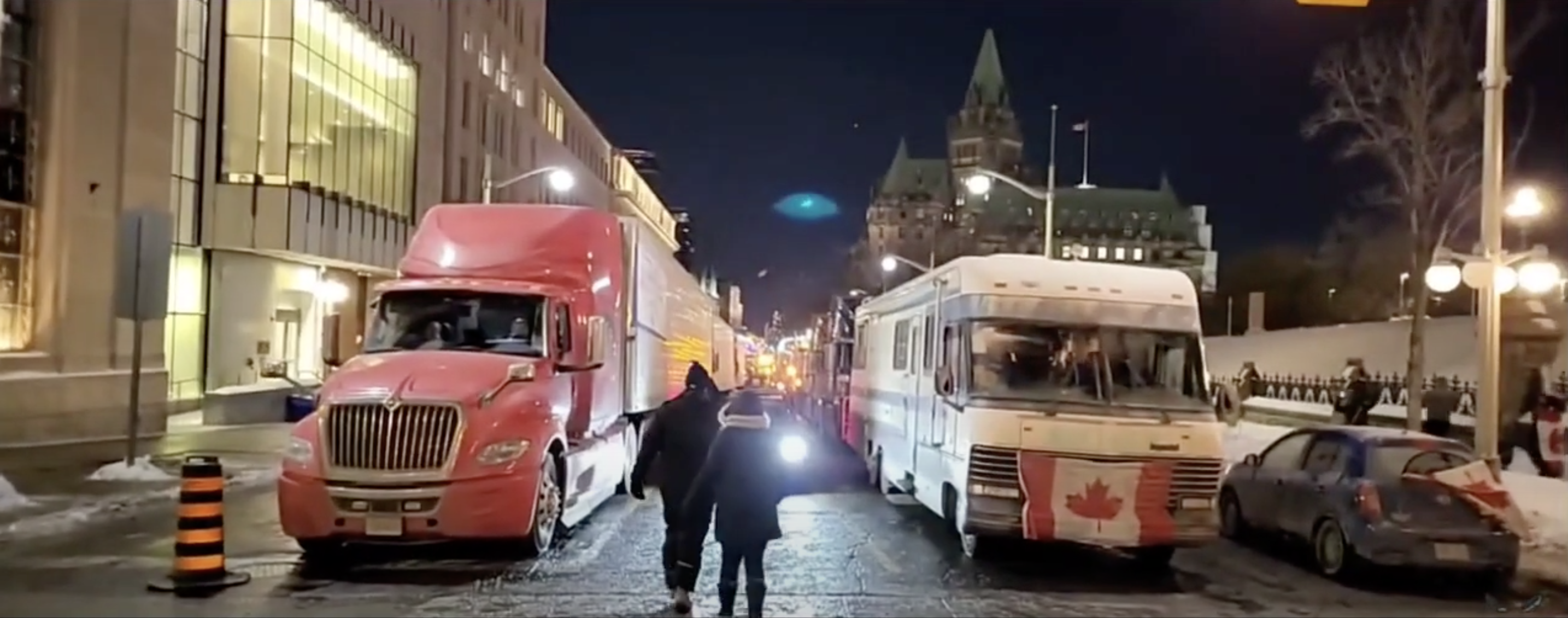
2022年自由車隊示威者在該街道上

從最東端開始，威靈頓街形成了聯邦廣場的北緣，其南邊是伊利近街。聯邦廣場以西，北側是國會山莊，南側是總理府及樞密院事務處所在地朗之萬樓、前美國大使館及威靈頓大廈。夾銀行街路口西側是聯邦大廈及司法大廈（仍在國會專區內），而加拿大銀行總部則位於國會山莊對面。
國會山莊之外，加拿大最高法院位於司法大廈以西，長老會聖安德烈堂對面。最高法院西側是加拿大國家圖書館暨檔案館主樓。
威靈頓街繼續向西延伸，經過勒布勒東低地東半部以北的波蒂奇橋，穿過加拿大戰爭博物館附近的勒布勒東低地公園的維米坊後，轉為渥太華河徑 （麥當勞徑）。
輕鐵灣景站以西，有一單獨路段稱為威靈頓西街，穿過軒頓堡及威靈頓村社區，後於島嶼公園徑轉為列治文道。
威靈頓街的兩個路段都是歷史悠久的四車道市區主幹路，車速限制為50每小時（31英里每小時），但由於行人交通繁忙，車流通常更慢。

## 街名

### 別名
介乎布朗臣路與麗都街之間的威靈頓街路段也稱為渥太華34號市道。介乎西邊路（Western Avenue）與森麻實街之間的威靈頓街路段也稱為渥太華36號市道（即威靈頓西街）。

### 更名提議
有人曾提議更改該街道名稱，以紀念莊·亞歷山大·麥當勞爵士或皮耶·杜魯多。

## 來源
- (PDF).   [2023-12-19]. （原始内容 (PDF)存档于2005-05-25）. (1.49 MiB), accessed 15 November 2006
- West Wellington Community Association （页面存档备份，存于）, accessed 15 November 2006